# بطولة أمريكا المفتوحة 1992 - الزوجي المختلط
في بطولة أمريكا المفتوحة 1992 - الزوجي المختلط فاز كل من نيكول برادتكه ومارك وودفورد على هيلينا سيكوفا وتوم نيسن في المباراة النهائية بنتيجة 4–6، 6–3، 6–3.

## التوزيع
1. أرانتشا سانتشيث فيكاريو /  تود وودبريدج (الجولة الثانية)
2. جيجي فرنانديز /  كيلي جونز (تنس) (الجولة الأولى)
3. لاريسا نيلاند /  سيريل سوك (الجولة الأولى)
4. زينا غاريسون /  ريك ليتش (ربع النهائي)
5. هيلينا سيكوفا /  توم نيسن (النهائي)
6. نيكول برادتكه /  مارك وودفورد (البطولة)
7. إلنا رايناخ /  باتريك غالبريث (نصف النهائي)
8. راشيل ماكيلان /  ديفيد ماكفرسون (كرة مضرب) (الجولة الثانية)

## المباريات

### مفتاح
- Q = متأهل Qualifier
- WC = وايلد كارد Wild Card
- LL = خاسر محظوظ Lucky Loser
- Alt = بديل Alternate
- SE = Special Exempt
- PR = تصنيف محمي Protected Ranking
- w/o = فوز سهل Walkover
- r = انسحاب Retired
- d = Defaulted
- SR = Special ranking
- ITF = ITF entry
- JE = Junior exempt

### النهائي
| النهائي |                            |   |   |   |
|         |                            |   |   |   |
|         |                            |   |   |   |
| 6       | نيكول برادتكه مارك وودفورد | 4 | 6 | 6 |
| 5       | هيلينا سيكوفا توم نيسن     | 6 | 3 | 3 |